# The Legend of Ochi
The Legend of Ochi è un film del 2025 scritto e diretto da Isaiah Saxon, che qui segna il suo debutto alla regia di un lungometraggio.

## Trama
In un remoto villaggio del Nord, Yuri è una bambina cresciuta e istruita nel non uscire di casa al calar del sole e a temere le solitarie creature che abitano le foreste della zona note come "ochi". Quando per caso un cucciolo di ochi si infila nello zaino di Yuri, questa decide di partire verso le zone boschive per cercare di riportare la piccola creatura dalla sua famiglia.

## Produzione

### Cast
Nel novembre 2021 Isaiah Saxon venne confermato come regista emergente del film, il cui cast principale sarebbe stato costituito da Willem Dafoe, Emily Watson, Finn Wolfhard ed Helena Zengel.

### Riprese
Le riprese si sono svolte per buona parte in Transilvania, tra i monti Apuseni, e in altre zone della Romania tra novembre e dicembre 2021.

### Effetti speciali
Il film ha fatto largo uso di pupazzi animatronic, animazione digitale e matte painting.

## Promozione
Il trailer del film è stato pubblicato dalla pagina YouTube di I Wonder Pictures il 21 novembre 2024.

## Distribuzione
Il film è stato proiettato in anteprima al Sundance Film Festival il 26 gennaio 2025 e distribuito nelle sale statunitensi dal 28 febbraio successivo e in quelle italiane dall'8 maggio.

## Accoglienza

### Incassi
Il film ha incassato 4872389 $. In Italia ha incassato 261400 €.

### Critica
Su Rotten Tomatoes il film ha il 76% di recensioni positive, su Metacritic il voto medio di 28 critici è di 67/100.